# Heinrich Walther (Politiker)
Heinrich Walther (* 7. September 1862 in Ober-Schmitten; † 18. Mai 1954 in Kriens; heimatberechtigt in Luzern und Sursee) war ein Schweizer Politiker (Katholisch-Konservative).

## Biografie
Heinrich Walther, Sohn des aus Deutschland stammenden Apothekers Karl Friedrich Walther und der Bertha, geborener Gaule, Maturand an der Kantonsschule Luzern, studierte zunächst Medizin, anschliessend Rechtswissenschaften an den Universitäten Basel, Leipzig und Heidelberg. Heinrich Walther trat nach dem Abschluss seines Studiums in den luzernischen Staatsdienst ein und amtierte zuerst von 1887 bis 1893 als Departementssekretär, danach bis 1894 als Staatsschreiber.
Walther konvertierte 1879 vom reformierten zum katholischen Glauben. Im Alter von erst 32 Jahren wurde er 1894 in den Regierungsrat des Kantons Luzern gewählt, der er bis 1938 angehörte. Er stand dort dem Militär-, Polizei- und Sanitätsdepartement vor und hatte mehrere Male das Amt des Schultheissen inne. Bei den Parlamentswahlen 1908 rückte Walther in der Nachfolge des in den Bundesrat gewählten Josef Anton Schobinger in den Nationalrat nach, dem er bis 1943 angehörte, 1928/29 als Präsident. Als Präsident der katholisch-konservativen Fraktion der Bundesversammlung war er von 1919 bis 1940 einer der einflussreichsten Politiker des Landes. Eine massgebliche Rolle spielte Walther namentlich bei den zwischen 1919 und 1940 stattfindenden Bundesratswahlen, in denen er meist hinter den Kulissen als "Königsmacher" Regie führte. Mit dem Abrücken vom streng antifreisinnigen Kurs wurde er zum Wegbereiter einer Zusammenarbeit der bürgerlichen Parteien. Während des Zweiten Weltkriegs unterstützte er die Flüchtlingspolitik des Bundesrates vorbehaltlos.
Gegenüber Nazi-Deutschland äusserte sich Walther unterschiedlich, wie in einer Dissertation von Patrick Pfenniger herausgearbeitet worden ist: «Noch im März 1940 sprach er sich dafür aus, Diktatur und totalitären Staat ‹mit aller Schärfe› abzulehnen (S. 142). Ein Jahr später jedoch, im März 1941, als mit einer dauerhaften NS-Vorherrschaft in Europa – je nach Einstellung – gerechnet werden konnte oder musste, zog er ausser der wirtschaftlichen auch eine ideelle Annäherung an das Dritte Reich in Betracht. Er propagierte die Integration der Schweiz in ein vom Dritten Reich beherrschtes Wirtschaftssystem und meinte, dabei die politische Selbstbestimmung wahren zu können (S. 173f.).»
1930/1931 war Walther Mitglied des Verwaltungsrates der Schweizerischen Depeschenagentur. Er fungierte zudem als Präsident des Verwaltungsrats der Schweizerischen Bundesbahnen (1931–1940) und der Centralschweizerischen Kraftwerke (1937–1954) sowie als Vizepräsident des Schweizerischen Schulrats (1937–1947). Heinrich Walther heiratete 1896 Hedwig Felder, mit der er eine 1902 geborene Tochter hatte. Durch die Heirat einer seiner Schwestern war er mit der einflussreichen Surseer Familie Beck verschwägert, so etwa mit dem Freiburger Theologen Josef Beck. Er verstarb 1954 91-jährig in Kriens.